# Sture Källberg
Sture Källberg, född 29 mars 1928 i Upplands Väsby, är en svensk författare.

## Biografi
Efter folkskolan arbetade Källberg i faderns arrendejordbruk, innan han vid 17 års ålder fick arbete i Västerås. Efter en period på Tärna folkhögskola i Sala kommun och i Jylland drog han sig fram på diversejobb i Västeuropa, innan han på 1950-talet bildade familj och arbetade som kommunistisk ombudsman i Malmö och journalist i Budapest, Östberlin och Peking, omväxlande med byggnadsarbete. Sedan 1963 var han frilansskribent och författare, och arbetade också med Folket i Bild/Kulturfront. Den första boken, Kamrat med 700 miljoner, är en resebok från Kina. Han upplevde på plats Ungernrevolten 1956 och skrev två böcker om denna: den självbiografiska Uppror – Budapest 1956 (1966) och romanen Upprorets dagar - kortare än en vårblommas liv (1982). 
Hans Rapport från medelsvensk stad – Västerås är en god och typisk exponent för den i slutet av 1960-talet populära rapportboksgenren, och översattes även till engelska. På 1970-talet skrev Källberg en romansvit, Vandringen till städerna, som skildrar hur ungdomen överger lantbruket för industrin i städerna.